# Тишки-Надбори
Тишки-Надбори (пољ. Tyszki-Nadbory) је село у Пољској које се налази у војводству Мазовском у повјату Остролецком у општини Червињ.
Број становника је око 60.
Од 1975. до 1998. године ово насеље се налазило у Остролецком војводству.